# Тихое место: Азраэль
«Тихое место: Азраэль» (англ. Azrael) — американский фильм ужасов 2024 года по сценарию Саймона Барретта с Самарой Уивинг в главной роли. В фильме рассказывается о постапокалиптическом мире, в котором в лесах живёт община выживших людей, лишённых дара речи.
Фильм снят в Эстонии совместно с эстонскими кинематографистами. Он не имеет отношения к франшизе «Тихое место», хотя из-за немоты основных персонажей часто сравнивается с первым фильмом цикла, и слова «Тихое место» добавлены к названию в русской локализации.

## Сюжет
В фильме почти отсутствует человеческая речь. Немногочисленные интертитры представляют собой цитаты из Второзакония. Действие происходит после постапокалиптического события «Вознесения» (англ. Rapture), в результате которого праведников забрали на небеса, а грешники наследовали опустевшую землю. В лесу живёт община выживших людей, последователей религиозного культа, у которых говорение стало считаться грехом: у них на горле видны надрезы, что говорит о произведённой операции по удалению голосовых связок. По лесу бродят чёрные, словно обугленные люди, нападающие на членов общины и пьющие их кровь.
В начале фильма члены общины ловят в лесу гуляющую молодую пару, вероятно, до этого сбежавшую из поселения. Девушку по имени Азраэль (имена персонажей в фильме не названы и известны лишь из финальных титров) привозят на поляну в лесу, где пытаются принести в жертву обугленному существу, привязав к креслу. Однако ей удаётся, убив одного из мужчин, убежать. У реки, где девушка обмывает рану, она чудом избегает ещё одной встречи с обугленным. Позже Азраэль в поисках своего спутника Кенана (имя которого, возможно, ассоциируется в именем ветхозаветного патриарха Каинана) пробирается к поселению общины — обнесённому колючей проволокой и различными подручными материалами палаточному лагерю. В это время в церкви происходит безмолвный обряд, который проводит женщина Мириам в белых одеяниях. Спрятавшуюся Азраэль находят и преследуют по лесу члены общины, а затем, уже ночью, — обугленные существа. На лесной дороге её чуть не сбивает автомобиль, из которого выходит мужчина. Он обращается к Азраэль на эсперанто и предлагает отвезти её к нему домой, пытаясь по дороге выяснить, не одна ли она из выживших. По дороге мужчину убивает из автомата один из членов общины. Машина врезается в заброшенное строение, и Азраэль дерётся с раненым мужчиной из общины, пока не убивает его и не забирает автомат.
В лесу она видит раненого Кенана, прибитого за руку к дереву, но попадает в ловушку, установленную мужчиной из общины. Чтобы привлечь обугленных, она выдавливает из повреждённой руки кровь, и обугленные нападают на мужчину, однако убивают и Кенана, утаскивая обоих в темноту. Азраэль снова отправляется в поселение, пытаясь в церкви убить женщину в белом, которая оказывается беременной. Азраэль царапает ей живот, но затем её хватают и в лесу закапывают в яму. Из подземного хода к ней пробирается обугленный, желая убить её, однако, почуяв на руке кровь Мириам, отступает. Азраэль снова нападает на общину, поджигая жилища и расстреливая тех, кто активно сопротивляется. В церкви Мириам рожает ребёнка, но в ужасе перерезает сама себе горло. На крик ребёнка со всего леса к церкви собираются обугленные. Азраэль, чьё имя ассоциируется с ангелом смерти, берёт ребёнка на руки, видя, что это существо с рогами, напоминающее козла и, вероятно, являющееся Антихристом. Она чуть улыбается, смотря на собравшихся вокруг неё обугленных.

## В ролях
- Самара Уивинг — Азраэль
- Нэйтан Стюарт-Джарретт — Кенан
- Виктория Кармен Сонн — Мириам
- Катариина Унт — Жозефина

## Отзывы
Фильм получил смешанные отзывы: критики отмечали насыщенность картины религиозной символикой, но немоту героев признавали скорее не вполне оправданным решением. Так, Владимир Ростовский (Film.ru) отметил, что библейские отсылки «оказываются фоном для истории о мести и преумножении насилия», а немота персонажей «кроме естественных сложностей для зрителей, вынужденных обходиться без привычных объяснений происходящего… не несёт больше никакой нагрузки». По мнению критика, И. Л. Кац «демонстрирует крайне неровную, даже банальную режиссуру», бросается в глаза «отчаянная бюджетность фильма», хотя оператор и «умудряется выстраивать впечатляющие кадры и здесь».
Обозреватель The Hollywood Reporter назвал фильм умелой смесью из представителей постапокалиптического жанра типа «Последние из нас» или «Тихое место», в которой представлены все основные ингридиенты: красивая героиня в бегах, кровожадные существа наподобие зомби, зловещий библейский символизм и множество умерщвлений, — но при этом отсутствие чего-то принципиально нового. Персонажи не отличаются разработанностью, а поскольку никто не говорит ни слова, то подробностей об устройстве мира ожидать не приходится. Критик The Guardian оценил фильм в 2 балла из 5 и указал на циклическое повторение освобождения, нового пленения и нового освобождения героини, сравнив её с Гудини. Немота персонажей вызывает вопросы о том, зачем они отказались от речи, если это приносит им только сложности в коммуникации, а также откуда в титрах берутся имена героев, если сами они ими не пользуются.